# Najas graminea
Najas graminea là một loài thực vật có hoa trong họ Hydrocharitaceae. Loài này được Delile mô tả khoa học đầu tiên năm 1813.